# 吉高 (印西市)
吉高（よしたか）は、千葉県印西市の大字。郵便番号270-1603。

## 地理
北は萩原干拓、北から東は吉高干拓、南東は山平二区、南は瀬戸、山田、西は萩原、松虫、北西は萩原、松虫に隣接している。

## 世帯数と人口
2017年（平成29年）10月31日現在の世帯数と人口は以下の通りである。
| 大字 | 世帯数  | 人口  |
| ---- | ------- | ----- |
| 吉高 | 280世帯 | 772人 |

## 小・中学校の学区
市立小・中学校に通う場合、学区は以下の通りとなる。
| 番地 | 小学校             | 中学校             |
| ---- | ------------------ | ------------------ |
| 全域 | 印西市立六合小学校 | 印西市立印旛中学校 |

## 施設
- 吉高台地区集会所
- メタルアートミュージアム光の谷
- 印旛吉高のオオザクラ
- 宗像神社
- 浅間神社
- 迎福寺
- 如意輪観音堂

## 交通

### 道路
- 国道
  - 国道464号
  - 北千葉道路
- 県道
  - 千葉県道12号鎌ケ谷本埜線
  - 千葉県道291号印西印旛線